# سجاد رضوی
سجاد حیدر رضوی شرق شناس انگلیسی (اصلیت پاکستانی) تاریخدان و پروفسور دانشگاه اکستر است. که در مورد فلسفه اسلامی و ملاصدرا کارهایی کرده‌است. وی همچنین با دایرةالمعارف ایرانیکا و مجموعه ایده ایران همکاریهایی داشته‌است

## آثار
- رویکردهای تفسیر باطنی از قرآن (۲۰۱۶، ویرایش با آنابل کیلر)
- ملا صدرا و سنت فلسفی پس از او (۲۰۱۰)
- ملا صدرا و متافیزیک (۲۰۰۹)
- گلچین تفسیرهای قرآنی جلد اول: در مورد ماهیت الهی (۲۰۰۸، ویرایش با فراس حمزه و فارهنا مایر
- ملا صدرا شیرازی: زندگی، آثار و منابع فلسفه صفوی (۲۰۰۷)